# 한정훈
한정훈은 대한민국의 드라마 작가이다. 

## 주요 작품

### 텔레비전 드라마
- 2011년 OCN 일요드라마 《뱀파이어 검사》
- 2012년 OCN 일요드라마 《뱀파이어 검사 2》
- 2014년 OCN 토요드라마 《나쁜 녀석들》
- 2016년 OCN 주말드라마 《38사기동대》
- 2017년 MBC 수목 미니시리즈 《미씽나인》 크리에이터
- 2017년 OCN 토요드라마 《나쁜 녀석들 : 악의 도시》
- 2019년 KBS 2TV 월화드라마 《국민 여러분!》

### 영화
- 2019년 《나쁜 녀석들: 더 무비》